# 1872 en football
Cet article présente les faits marquants de l'année 1872 en football.

## Clubs fondés en 1872
- en Angleterre :
  - fondation du club de Kettering Town Football Club basé à Burton Latimer.
- en Écosse :
  - fondation du club de Dumbarton Football Club basé à Dumbarton.
  - fondation du club de Renton Football Club basé à Renton.
  - fondation du club de Third Lanark Athletic Club basé à Glasgow
- en France :
  - fondation du club Le Havre Athletic Club basé à Le Havre

## Février
- 24 février : match international non officiel entre l'Angleterre et l'Écosse à Londres (Kennington Oval). Les Anglais s'imposent 1-0, but signé Charles Clegg (en)[1].

## Mars
- création du club écossais des Rangers par Moses McNeil, Peter McNeil, Peter Campbell et William McBeath[2].
- 16 mars : première finale de la FA Challenge Cup. Devant 2000 spectateurs au Kennington Oval, Wanderers Football Club s'impose 1-0 face aux Royal Engineers AFC[3],[4]. 15 clubs inscrits. Morton Betts, qui inscrit l'unique but de cette partie après un long dribble de Walpole Vidal, évolue sous le pseudonyme d'Harrow Chequer. Les Harrow Chequers étaient en fait les adversaires du premier tour des Wanderers qui furent déclarés forfaits. Betts y évoluait mais disputa la finale avec les Wanderers…

## Septembre
- Le corner est introduit et la taille du ballon est fixée par la FA.
- 28 septembre : des joueurs du Wrexham Cricket Club fondent le premier club de football gallois de Wrexham.

## Novembre
- 30 novembre : à Glasgow (Hamilton Crescent), l'Écosse et l'Angleterre se séparent sur un match nul (0-0) sans but. C'est le premier match international officiel de football de l'histoire. 4 000 spectateurs y assistent[1].

## Naissances
- 26 février : Allan Martin, footballeur écossais. († 1906).
- 13 avril : John Cameron, footballeur puis entraîneur écossais. († 1935).
- 25 avril : C. B. Fry, footballeur anglais. († 1956).
- 10 mai : Charlie Athersmith, footballeur anglais. († 1910).
- 13 octobre : Walter Wild, footballeur puis dirigeant suisse. († 1953).
- 20 octobre : Jack Wood, footballeur et arbitre anglais. († 1921).
- 26 décembre : Manuel Solé, footballeur puis dirigeant espagnol. († 1934).